# Mie Bekker Lacota
Mie Bekker Lacota, née le 10 novembre 1988 à Greve, est une coureuse cycliste danoise.

## Biographie
Championne du monde sur route juniors en 2005, puis championne d'Europe sur route et du contre-la-montre juniors en 2006, Mie Bekker Lacota est professionnelle en 2007 dans l'équipe néerlandaise Flexpoint. Elle gagne cette année-là le Circuit Het Nieuwsblad. En mai 2007, lassée de courir, elle décide de suspendre sa carrière.

## Palmarès
- 2004
  - 2e du championnat du Danemark du contre-la-montre juniors
- 2005
  -  Championne du monde sur route juniors
  -  Championne du Danemark du contre-la-montre juniors
  - 2e du championnat du Danemark du contre-la-montre par équipes
  - 3e du championnat du monde du contre-la-montre juniors
- 2006
  -  Championne d'Europe sur route juniors
  -  Championne d'Europe du contre-la-montre juniors
  -  Championne du Danemark du contre-la-montre par équipes
  -  Championne du Danemark du contre-la-montre juniors
  - 2e du championnat du Danemark sur route
  - 2e du championnat du Danemark sur route juniors
  - 3e du championnat du monde du contre-la-montre juniors
- 2007
  - Circuit Het Nieuwsblad

## Palmarès sur piste

### Championnats du monde
- 2006
  -  Championne du monde de la course aux points juniors
- Palma de Majorque 2007
  -  Médaillée d'argent de la course aux points

### Coupe du monde
- 2006-2007
  - 3e de la course aux points à Manchester

### Championnats d'Europe
- Valence 2004
  -  Médaillée d'argent de la course aux points juniors
- Fiorenzuola 2005
  -  Championne d'Europe de la course aux points juniors

### Championnats nationaux
- Champion du Danemark de poursuite junior en 2003, 2004 et 2006
- Champion du Danemark de scratch en 2006
- Champion du Danemark de poursuite en 2006
- Champion du Danemark de vitesse en 2006 et 2007